# 虻田町
虻田町（日语：／ Abuta chō */?）為過去位於北海道膽振支廳西部的行政區劃，位於內浦灣和洞爺湖之間。已於2006年3月27日與洞爺村合併為新設置的洞爺湖町。
名稱源自阿伊努語的「ap-ta-pet」，意思為製作釣鉤的河川。
由於轄區內有洞爺湖岸邊的洞爺湖溫泉、有珠山、昭和新山等北海道主要的觀光景點，因此成為著名的觀光勝地。

## 歷史
- 1880年：虻田村設置村戶長役場，管轄虻田村、振苗村、弁邊村、禮文村。
- 1882年：振苗村併入虻田村。
- 1887年：來自香川縣的移民進入虻田村大原地區開墾，並將當地以阿伊努語的「toya」（意思為湖岸）命名為「洞爺」。
- 1893年：俱知安村（現在的俱知安町和京極町）從虻田村分村。
- 1897年6月14日：真狩村（現在的真狩村、留壽都村、新雪谷町和喜茂別町）從虻田村分村。
- 1901年10月16日：狩太村（現在的新雪谷町）從虻田村分村。
- 1902年4月1日：虻田村和弁邊村（現在的豐浦町）共同設置聯合役場，並成為北海道二級村。[2][3]
- 1909年：虻田村和弁邊村的聯合役場解散。
- 1920年6月1日：洞爺村從虻田村分村，成為北海道二級村。
- 1938年4月1日：虻田村成為北海道一級村。
- 1938年10月1日：虻田村改制為虻田町。
- 2006年3月27日：虻田町和洞爺村合併為洞爺湖町。

## 產業
以洞爺湖溫泉為中心，觀光產業為最主要的產業。

## 交通

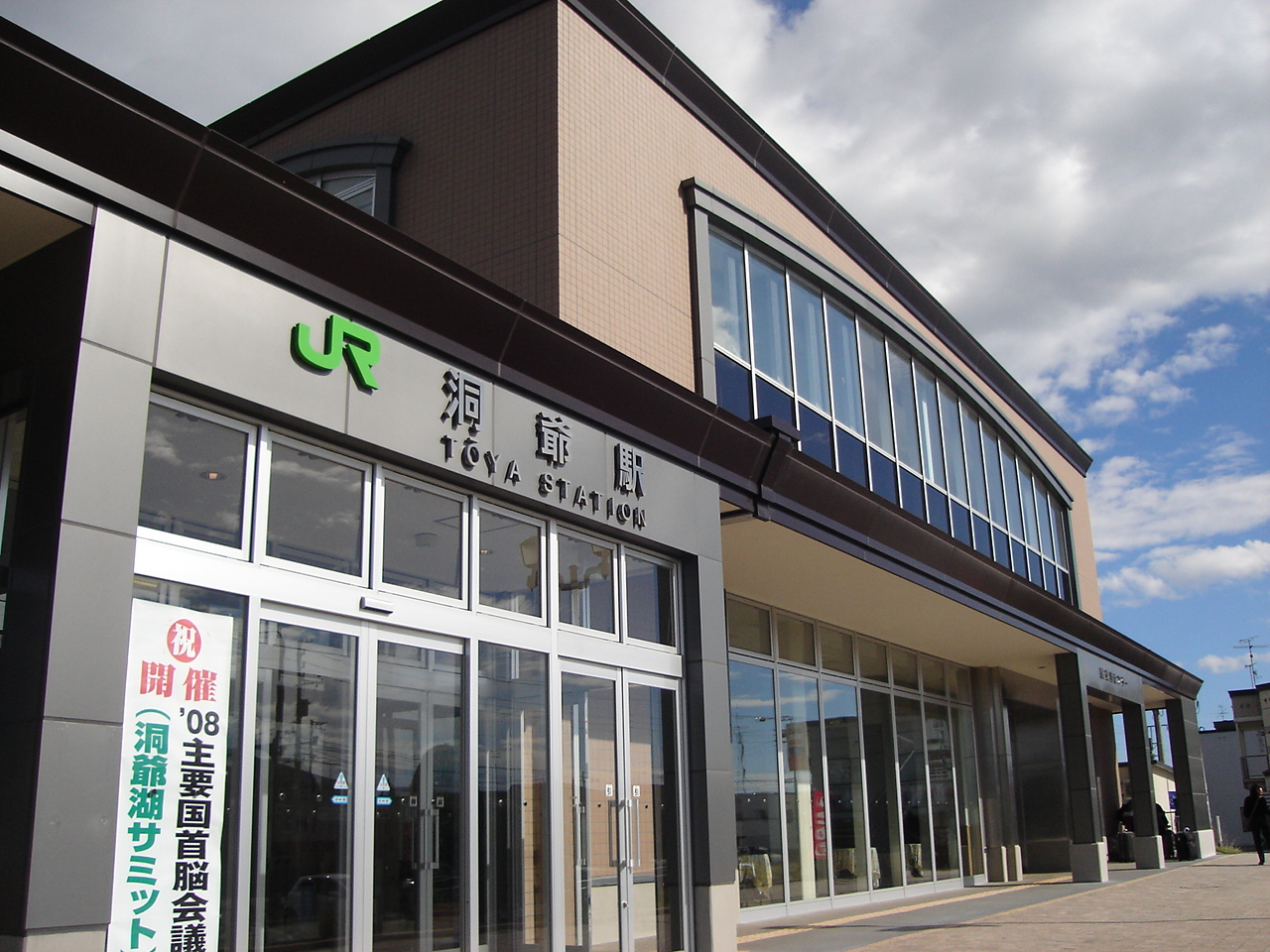
洞爺車站

### 機場
- 新千歲機場（位於千歲市和苫小牧市）

### 鐵路
- 北海道旅客鐵道
  - 室蘭本線：洞爺車站

### 道路
| 高速道路 - 道央自動車道 - 虻田洞爺湖系統交流道 一般國道 - 國道37號 - 國道230號 | 主要地方道 - 北海道道2號洞爺湖登別線 道道 - 北海道道285號豐浦洞爺線 - 北海道道578號洞爺虻田線 |

### 巴士
- 道南巴士

## 觀光景點
| - 洞爺湖 - 洞爺湖溫泉 - 財田溫泉 - 火山科學館 - 展望台：可見2000年有珠山噴火時新產生的火山口。 - 洞爺湖森林博物館 - 入江貝塚公園 - 洞爺湖彫刻公園 | - 洞爺湖溫泉冬祭（每年2月） - 洞爺湖花火大會（4月28日至10月31日每天20:45） - 洞爺湖馬拉松（每年5月） - 洞爺湖溫泉夏祭（每年7月、8月） |

## 教育

### 大學設施
- 北海道大學北方生物圏領域科學中心洞爺臨湖實驗所

### 高等學校
- 道立北海道虻田高等學校 （页面存档备份，存于）

### 中學校
| - 洞爺湖町立虻田中學校 | - 洞爺湖町立洞爺湖溫泉中學校 |

### 小學校
| - 洞爺湖町立虻田小學校 | - 洞爺湖町立洞爺湖溫泉小學校 | - 洞爺湖町立花和小學校 |

## 姊妹市・友好都市

### 日本
- 箱根町（神奈川縣 足柄下郡）：於1964年7月4日締結姊妹都市。

## 外部連結
- （日語）虻田町、洞爺村合併協議會
- （日語）洞爺湖溫泉觀光協會 （页面存档备份，存于）
- （日語）洞爺湖觀光情報 （页面存档备份，存于）
- （日語）洞爺湖情報